# Ilie Floroiu

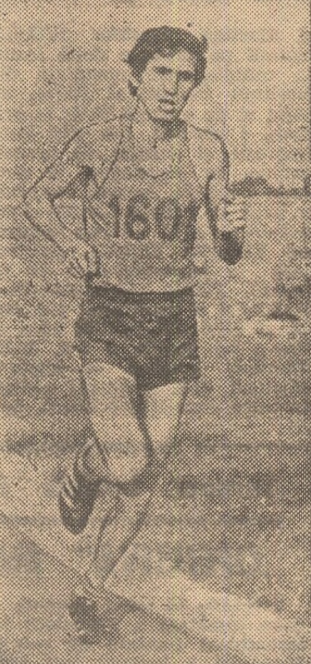
În 1979

Ilie Floroiu (n. 29 noiembrie 1952, Iulia, România) este un fost alergător român.

## Carieră
A început atletismul în județul Tulcea unde s-a născut. Apoi s-a stabilit la Constanța unde a studiat.
La Campionatul European din 1974 el a ocupat locul 5 la 5000 m. Anul următor, a cucerit medalia de argint la Universiada de la Roma atât la 5000 m cât și la 10.000 m. La Jocurile Olimpice din 1976 de la Montreal s-a clasat pe locul 5 la 10.000 m și la Universiada din 1977 a obținut medalia de bronz la 10.000 m.
În anul 1978, la Campionatul European de la Praga, sportivul s-a clasat pe locul 5 la 5000 m și pe locul 7 la 10.000 m. La Universiada din 1979 a câștigat medalia de aur atât la 5000 m cât și la 10.000 m. Anul următor, a participat la Jocurile Olimpice de la Moscova unde a ajuns pe locul 10 la 10.000 m.
Ilie Floroiu este multiplu campion național la probele de 5000 m, 10.000 m, maraton și cros și deține recordurile naționale la 5000 m și 10.000 m.
Din 1989 el a activat în conducerea Clubului Sportiv Farul Constanța. În perioada 2005-2007 a condus Federația Română de Atletism și apoi a fost director al Clubului Sportiv Farul Constanța până în 2017.
În anul 2000 Ilie Floroiu a fost distins cu Medalia Națională „Serviciul Credincios” clasa a II-a și în 2004 a primit Ordinul Meritul Sportiv clasa a II-a cu două barete. În 2017 a primit titlul de cetățean de onoare al municipiului Constanța și în 2022 Ordinul Excelență Olimpică.

## Realizări
| An   | Competiție           | Locație                    | Loc | Eveniment | Note     |
| ---- | -------------------- | -------------------------- | --- | --------- | -------- |
| 1974 | Campionatul European | Roma, Italia               | 5   | 5000 m    | 13:27,12 |
| 1974 | Campionatul European | Roma, Italia               | 14  | 10 000 m  | 28:51,8  |
| 1975 | Universiada          | Roma, Italia               | 2   | 5000 m    | 13:39,20 |
| 1975 | Universiada          | Roma, Italia               | 2   | 10 000 m  | 28:37,92 |
| 1976 | Jocurile Olimpice    | Montreal, Canada           | 21  | 5000 m    | 13:37,09 |
| 1976 | Jocurile Olimpice    | Montreal, Canada           | 5   | 10 000 m  | 27:59,93 |
| 1976 | Jocurile Olimpice    | Montreal, Canada           | –   | maraton   | NS       |
| 1977 | Universiada          | Sofia, Bulgaria            | 6   | 5000 m    | 13:56,0  |
| 1977 | Universiada          | Sofia, Bulgaria            | 3   | 10 000 m  | 29:13,4  |
| 1978 | Campionatul European | Praga, Cehoslovacia        | 5   | 5000 m    | 13:29,3  |
| 1978 | Campionatul European | Praga, Cehoslovacia        | 7   | 10 000 m  | 27:40,06 |
| 1979 | Universiada          | Ciudad de México, Mexic    | 1   | 5000 m    | 14:12,9  |
| 1979 | Universiada          | Ciudad de México, Mexic    | 1   | 10 000 m  | 29:56,1  |
| 1980 | Jocurile Olimpice    | Moscova, Uniunea Sovietică | –   | 5000 m    | NS       |
| 1980 | Jocurile Olimpice    | Moscova, Uniunea Sovietică | 10  | 10 000 m  | 28:16,25 |

## Recorduri personale
| Probă    | Performanță | Dată           | Locație   |
| -------- | ----------- | -------------- | --------- |
| 5000 m   | 13:15,0 RN  | 23 iulie 1978  | București |
| 10 000 m | 27:40,06 RN | 29 august 1978 | Praga     |

## Distincții
- Ordinul „Meritul Sportiv” clasa a III-a (18 august 1976) „pentru rezultatele deosebite obținute la Jocurile olimpice de vară de la Montreal – 1976, precum și pentru contribuția adusă la dezvoltarea activității sportive și la creșterea prestigiului sportului românesc pe plan internațional”[16]

## Legături externe
Materiale media legate de Ilie Floroiu la Wikimedia Commons
- Ilie Floroiu la Comitetul Olimpic și Sportiv Român (arhivat)
- en Ilie Floroiu la World Athletics
- en Ilie Floroiu la Olympedia.org
- en  Ilie Floroiu la athleticspodium.com